# Tarō Sugimoto
Tarō Sugimoto (japanisch 杉本 太郎 Sugimoto Tarō; * 12. Februar 1996 in Tajimi) ist ein japanischer Fußballspieler.

## Karriere
Sugimoto erlernte das Fußballspielen in der Schulmannschaft der Teikyo High School. Seinen ersten Vertrag unterschrieb er 2014 bei Kashima Antlers. Der Verein spielte in der höchsten Liga des Landes, der J1 League. Mit dem Verein wurde er 2016 japanischer Meister. Für den Verein absolvierte er 19 Erstligaspiele. 2017 wurde er an den Zweitligisten Tokushima Vortis ausgeliehen. Für den Verein absolvierte er 65 Ligaspiele. 2019 wechselte er zum Erstligisten Matsumoto Yamaga FC. Am Ende der Saison 2019 stieg der Verein in die zweite Liga ab. Nach insgesamt 63 Spielen für Matsumoto wechselte er im Januar 2021 zum Erstligaaufsteiger Avispa Fukuoka. Für den Verein aus Fukuoka stand er 29-mal in der Liga auf dem Spielfeld. Im Sommer 2022 wechselte er zu seinem ehemaligen Verein Tokushima Vortis.

## Erfolge
Kashima Antlers
- Japanischer Meister: 2016

- Japanischer Ligapokalsieger: 2015

- Japanischer Pokalsieger: 2016